# San Giuseppe Artigiano (L’Aquila)

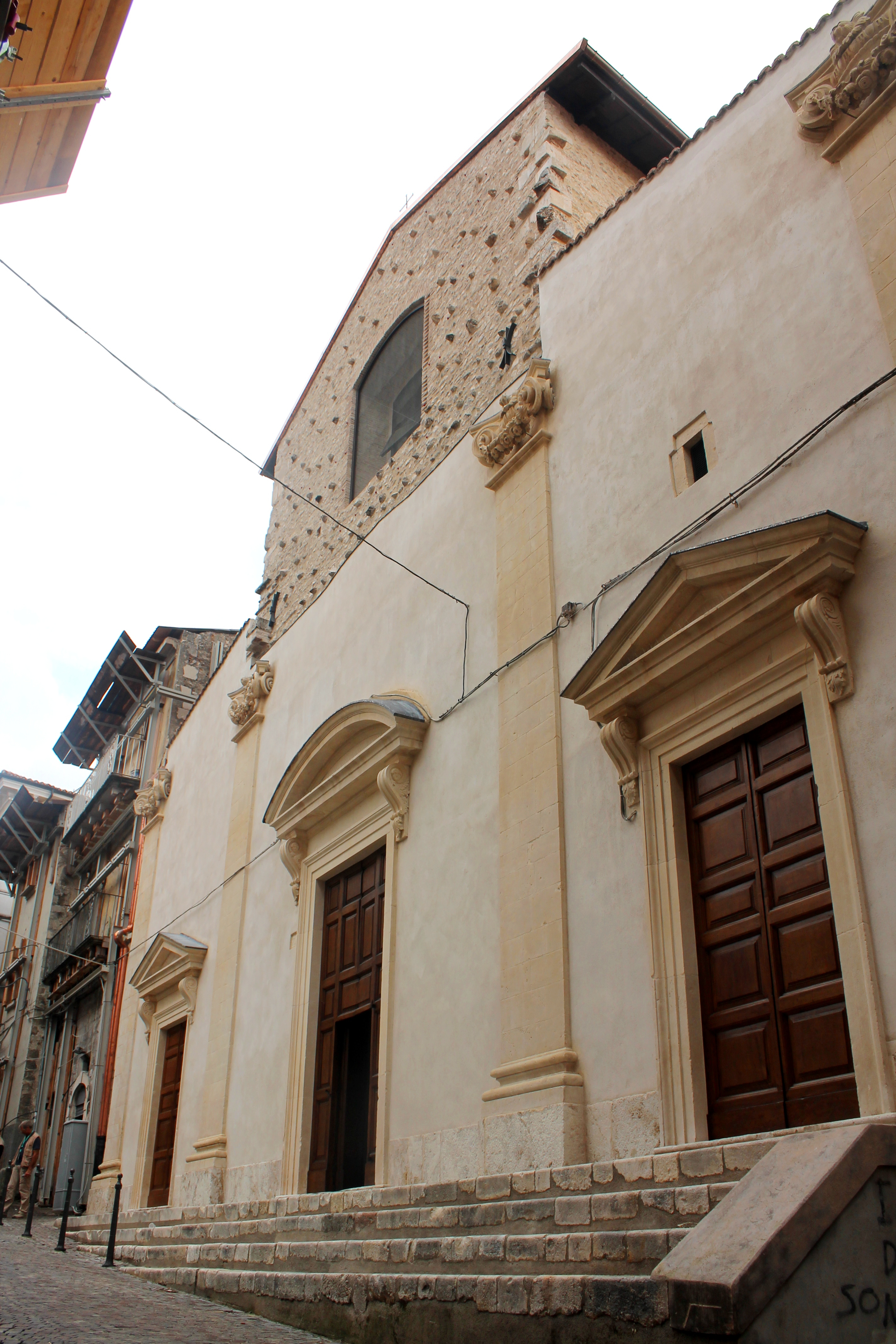
Basilika San Giuseppe Artigiano

Die Basilika San Giuseppe Artigiano ist eine römisch-katholische Kirche in L’Aquila, Italien. Die Pfarrkirche des gleichnamigen Erzbistums war früher bekannt als San Biagio d’Amiterno und in der Altertum als San Vittorino, sie trägt den Titel einer Basilica minor.
Die Kirche verdankt ihren Bau den Kastellanen von Amiterno (der alten sabinischen Stadt Amiternum, die heute San Vittorino entspricht), die im 13. Jahrhundert zur Gründung der Stadt beitrugen.
Die durch das Erdbeben von 2009 schwer beschädigte Kirche wurde 2011 restauriert und am 22. Juli 2012 wieder für die Öffentlichkeit zugänglich gemacht. Am 20. Mai 2013 wurde sie in den Rang einer Basilica minor erhoben, die dritte in der Stadt nach Santa Maria di Collemaggio und San Bernardino.
Im Inneren der Kirche befindet sich das Mausoleum von Pietro Lalle Camponeschi aus dem 15. Jahrhundert, das später zum Denkmal erklärt wurde.

## Geschichte
Der Bau von San Giuseppe Artigiano wird von Anton Ludovico Antinori auf das Jahr 1326 zurückgeführt; die heutigen Historiker gehen jedoch übereinstimmend davon aus, dass sie in der Mitte des 13. Jahrhunderts errichtet wurde; sie entstand also zeitgleich mit der Gründung der Stadt und ist eng mit ihr verbunden, was die sozialen und politischen Ereignisse betrifft, wie die Vereinigung der Diözesen Amiternum und Forcona in der entstehenden Ecclesia Aquilensis. Diese Tatsache wird durch die von Papst Alexander IV. erlassene Bulle vom 22. Dezember 1256 sanktioniert und durch das von ihm im folgenden Jahr erteilte Privileg Purae Fidei bestätigt, das die Verlegung des Sitzes von Forcona in die Kathedrale von L’Aquila verfügte.
Die Lage der Kirche direkt neben der Kathedrale kann als Zeichen der Autonomie gegenüber den religiösen Autoritäten von Forcona verstanden werden; dies ergibt sich auch aus der wahrscheinlichen ursprünglichen Widmung der Kirche, die ursprünglich Vittorino di Amiterno gewidmet war, einem Märtyrer unter Nerva im ersten Jahrhundert n. Chr., der in San Vittorino, dem antiken Amiternum, begraben wurde. Eine dem Heiligen Vittorino geweihte Kirche ist bereits 1257 bezeugt, sie verschwand nach der Zerstörung der Stadt durch Manfred von Sizilien im Jahr 1259 und wurde im Zuge der Neugründung ab 1266 wieder aufgebaut. Im Jahr 1302 wird erneut das Vorhandensein einer San Vittorino gewidmeten Kirche urkundlich erwähnt, während ein Blasius von Sebaste gewidmetes Gebäude erst im Jahr 1326 erwähnt wird. Es ist daher sehr wahrscheinlich, wie der Historiker Orlando Antonini behauptet, dass es sich um dasselbe Gebäude handelt, das seinen Namen ändern musste, vielleicht als Folge eines zweiten Umbaus nach dem Erdbeben von 1315.

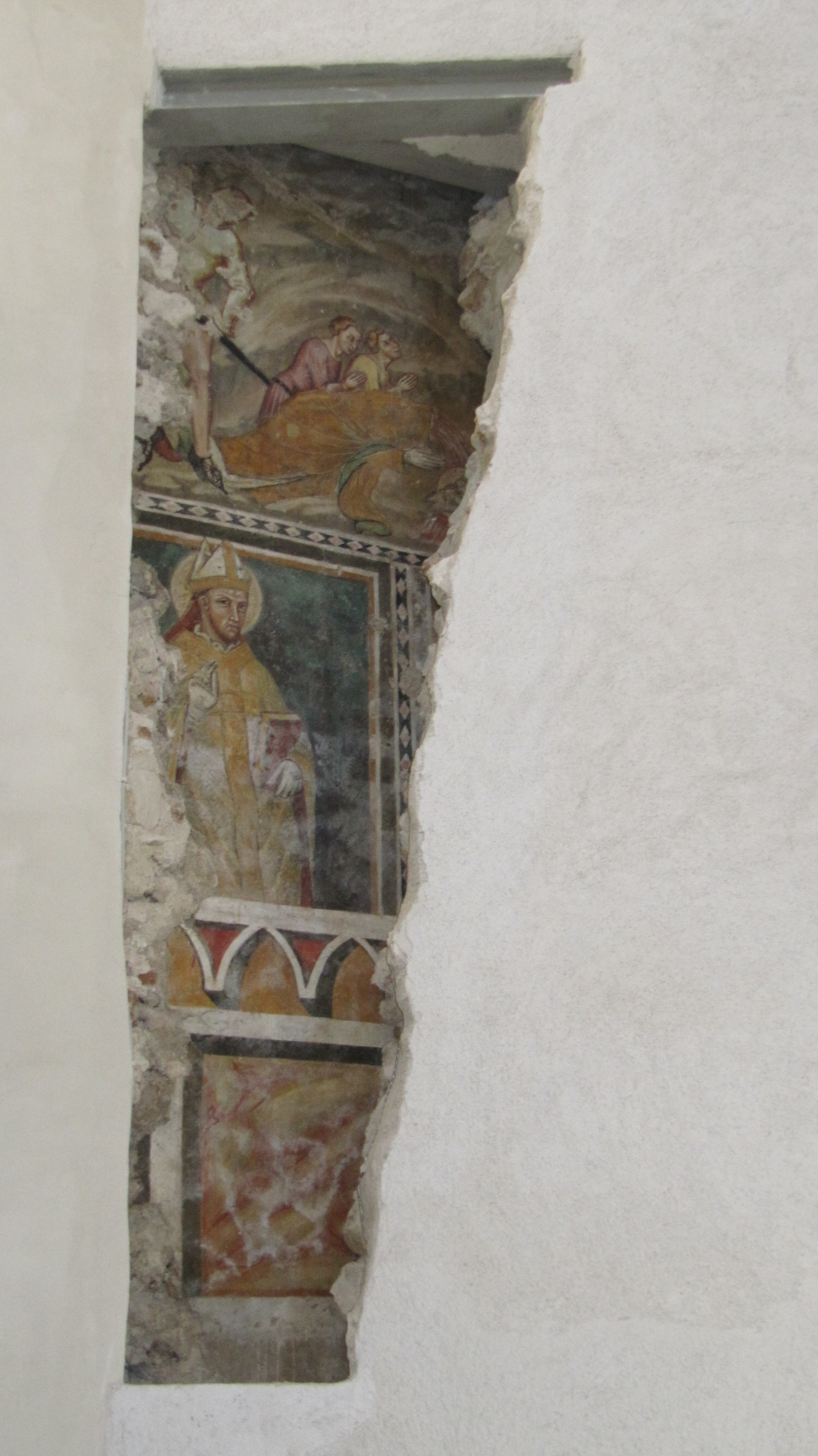
Überreste eines Freskos der Giotto-Schule aus dem 13. Jahrhundert, die 2012 entdeckt wurden

Aus der Analyse der Wandverkleidungen, die um die heutige Kirche herum gefunden wurden, und der architektonischen Überreste, die im Palazzo Piscitelli sichtbar sind, einem Gebäude, das sich rechts von der heutigen Fassade von San Giuseppe Artigiano befindet, Es ist auch möglich, dass das ursprüngliche Gebäude senkrecht zum heutigen (und damit symbolisch parallel zum Dom) ausgerichtet war, mit dem Presbyterium bergab und der Fassade in Richtung der Piazza del Duomo, wie es auch die Darstellung von Girolamo Pico Fonticulano und der Stich von Jacopo Lauro aus dem Jahr 1600 sowie andere Dokumente bezeugen.
Aus dem 15. Jahrhundert stammen die malerischen Verzierungen an den Wänden und die Erhöhung des Pietro Lalle Camponeschi gewidmeten Reiterdenkmals, das 1432 von Gualtiero d’Alemagna im spätgotischen Stil geschaffen wurde. Die verschiedenen Kapellen in den Schiffen und in den Hohlräumen der Umfassungsmauern stammen aus dem 17. Jahrhundert und markieren den Beginn einer barocken Umgestaltung des Gebäudes.
Das Erdbeben von 1703 zerstörte die Kirche San Biagio vollständig. Sie wurde ab 1708 wieder aufgebaut, zum Teil durch den Verkauf von Steinen aus den Mauern und dem eingestürzten Turm. Die Arbeiten gingen jedoch nur sehr langsam voran, so dass 1722 nur ein Seitenschiff wiederaufgebaut war und 1748 die Arbeiten noch nicht abgeschlossen waren. Der Wiederaufbau änderte auch die Hauptabsichten des Planers, indem die Hauptfassade zur Straßenebene statt zur Rückseite ausgerichtet und aufgrund wirtschaftlicher Probleme nur in erster Reihe verkleidet wurde. Im Jahr 1754, als der Wiederaufbau noch im Gange war, wurden der Pfarrei die Privilegien entzogen, die sie fünf Jahrhunderte lang genossen hatte; in der Folge wurde ihr der Titel aberkannt, und nach einigen Jahren fanden dort keine Gottesdienste mehr statt.
Ab Ende des 19. Jahrhunderts wurde das Gebäude mit der Restaurierung des alten Fußbodens aus dem 15. Jahrhundert (1881) und der Neuausmalung der Wände und Gewölbe (1920) restauriert. Die inzwischen entweihte Kirche blieb verlassen und wurde während des Zweiten Weltkriegs als Schlafsaal für Soldaten genutzt. Im Jahr 1980 wurde das Dach neu eingedeckt. Im Jahr 2008 wurde das Gebäude zur Universitätsgemeinde mit dem neuen Namen San Giuseppe Artigiano, da der Titel San Biagio zuvor an die Kirche San Quinziano übergegangen war.
Nach dem Erdbeben von 2009 stürzte der Giebel der Kirche ein, es kam zu großflächigen Verletzungen an den Wänden mit lokalen Einstürzen und zu Schäden an der baulichen und dekorativen Ausstattung. Das Gebäude wurde von einer privaten Stiftung „adoptiert“, die sich um den Wiederaufbau und die Restaurierungsarbeiten kümmerte, die insgesamt etwa 3 Millionen Euro kosteten; die Baustelle begann am 18. Januar 2011 und die Kirche wurde am 22. Juli 2012 wieder der Öffentlichkeit zugänglich. Am 20. Mai 2013 erhob Papst Franziskus mit einem Dekret der Kongregation für den Gottesdienst die Kirche in den Rang einer Basilica minor und gab ihr offiziell den neuen Titel Sankt Josef der Arbeiter.

## Architektur
Die Kirche befindet sich im Viertel San Pietro, die Fassade ist zur Via Sassa hin ausgerichtet und entspricht damit dem Platz, der dem heiligen Blasius, dem antiken Namen des Gebäudes, gewidmet ist. Sie liegt nur wenige Meter vom Domplatz und der Kathedrale der Heiligen Georg und Maximus entfernt, als ob sie städtebaulich an die Vereinigung der Diözesen Amiterno, vertreten durch San Biagio, und Forcona, vertreten durch die Kathedrale, erinnern würde.
Die Fassade steht in Bezug auf den Innenraum schief, weil sie am Straßenverlauf ausgerichtet ist; tatsächlich ist sie gegenüber der Halle um 8° gedreht. Das Element besteht aus einer einzigen Pilasterreihe mit drei steinernen, stark vorspringenden Giebelportalen (von denen das mittlere gewölbt ist). Eine kurze Treppe mit vier 4 Steinstufen an der Stelle des größten Höhenunterschieds verbindet die Straße mit dem Eingang. Der obere Teil wurde nie fertig gestellt und ist aus wirtschaftlichen Gründen roh und unverputzt belassen worden, parallel zu den Seitenwänden. Bei der zwischen 2011 und 2012 durchgeführten Restaurierung entschied man sich dafür, den Wechsel der verputzten Fassade beizubehalten und das Tympanon, das nach dem Erdbeben von 2009 eingestürzt war, „grob“ zu rekonstruieren.
Von außen weist das Gebäude auch einige architektonische Strukturen auf, die auf seine Errichtung in der Mitte des 13. Jahrhunderts hinweisen, wie z. B. das Mauerwerk. Einige Überreste, die im Hof und auf der Treppe des angrenzenden Palazzo Piscitelli rechts von der Hauptfassade zu sehen sind, scheinen ebenfalls der ursprünglichen Struktur von San Giuseppe Artigiano zuzuordnen zu sein: Es handelt sich um einen achteckigen Pfeiler und einen Teil eines Steinbogens, die völlig identisch mit den architektonischen Elementen sind, die in anderen Kirchen wie Santa Giusta, Santa Maria di Collemaggio und San Pietro gefunden wurden. Es ist daher anzunehmen, dass die Kirche zum Zeitpunkt ihres ersten Baus weiter unten im Tal stand und senkrecht zur heutigen Kirche ausgerichtet war.
Der Eingang des heutigen Oratoriums San Giuseppe de’ Minimi, links von der Fassade von San Giuseppe Artigiano, die mit der Kirche einen einzigen architektonischen Komplex bildet, geht auf das 14. Jahrhundert zurück; das Portal mit einer vorspringenden Archivolte ist in seinem Stil einzigartig unter den Portalen von L’Aquila und zeugt von einer ausgesprochen französischen Inspiration. Interessant sind auch die links von der heutigen Fassade sichtbaren Mauerreste aus gegerbtem Stein, die später Teil der Kirche Santa Maria del Suffragio aus dem 17. Jahrhundert waren (die nach dem Erdbeben von 1703 auf die Piazza del Duomo verlegt wurde), sowie die Überreste des Glockenturms, der vielleicht einen achteckigen Sockel hatte, ähnlich dem von Santa Maria di Collemaggio und San Pietro (der auf dem Plan von Girolamo Pico Fonticulano zu sehen ist und von Jacopo Lauro im Jahr 1600 gestochen wurde), der bei dem Erdbeben von 1703 einstürzte.

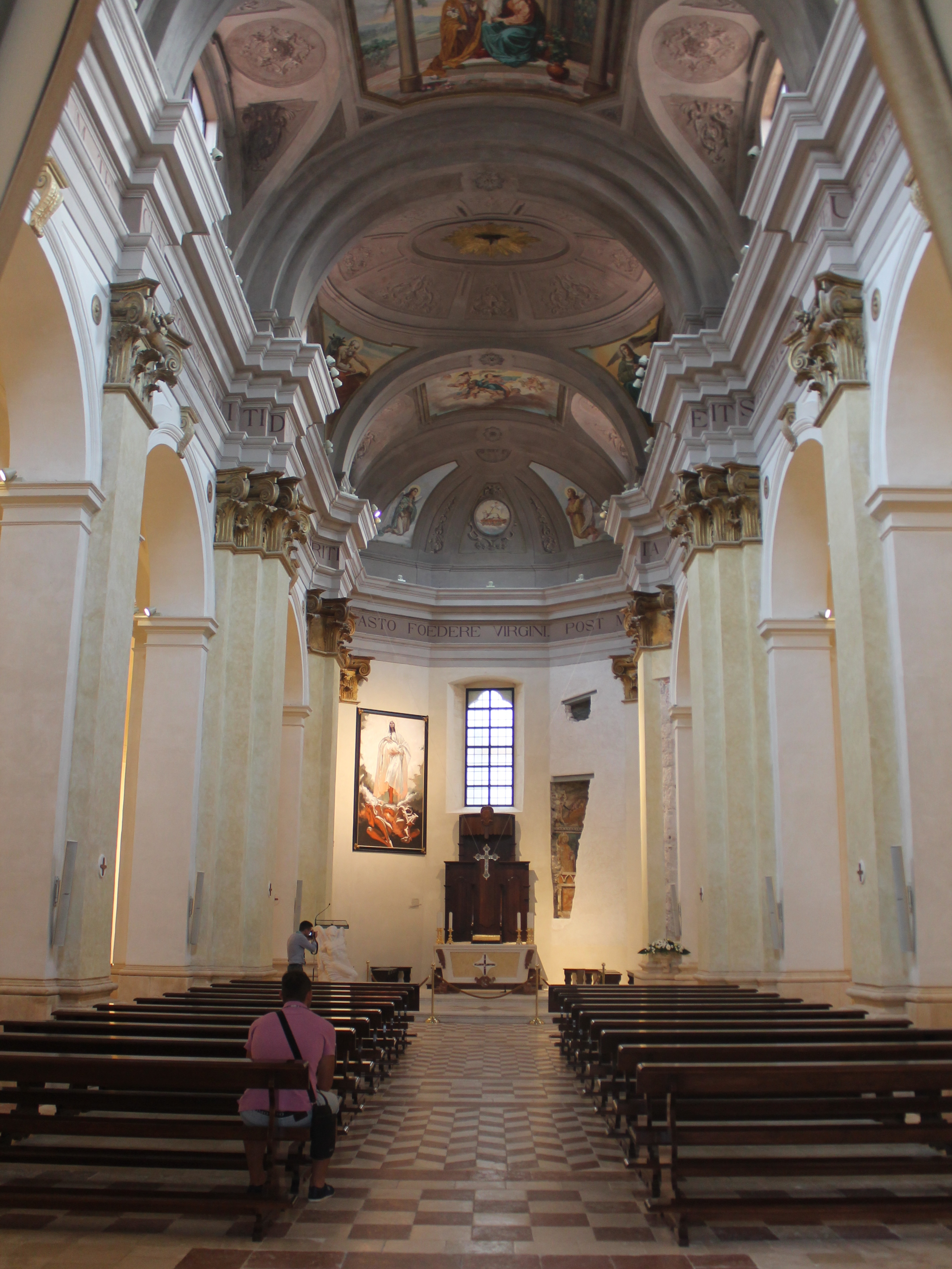
Ansicht des Hauptschiffs und des Altars.

Im Inneren hat die Kirche einen basilikalen Grundriss, der wahrscheinlich von den nahe gelegenen Kirchen San Domenico und San Silvestro übernommen wurde. Der Raum ist durch korinthische Säulen in drei Schiffe unterteilt, von denen vier (in der Mitte des Grundrisses und durch einen Triumphbogen am Eingang hervorgehoben) eine Kuppel zu tragen scheinen, die in Wirklichkeit recht bescheiden ist. Zwei weitere kleine Backsteinkuppeln befinden sich an den Seitenschiffen. Die Kirche hat eine Länge und Breite von 28 bzw. 21 Metern und eine Höhe von etwa 18 Metern.

## Ausstattung
Von besonderer Bedeutung ist das Pietro Lalle Camponeschi gewidmete Denkmal, das 1432 von Gualtiero d’Alemagna im spätgotischen Stil erbaut wurde. Es besteht aus einem Bogen, der auf zwei gedrehten Säulen steht, die wiederum auf zwei Löwen ruhen, und zeigt im Hochrelief die Krönung Marias mit den Aposteln und wurde zum Denkmal erklärt.
Die Seitenschiffe sind mit je vier Marmoraltären ausgestattet, von denen sich sechs an den Seiten der Kirche und die restlichen zwei an den Seitenapsiden befinden. Diese Seitenkapellen wurden während des letzten Wiederaufbaus von San Biagio nach dem Erdbeben von 1703 errichtet und standen bis 2009 leer und verlassen da. Im Rahmen der zwischen 2011 und 2012 durchgeführten Arbeiten zum Wiederaufbau, zur Erdbebenanpassung und zur Restaurierung des Gebäudes beschloss die Erzbistum L’Aquila, sie zu verschönern, und gab bei dem apulischen Künstler Giovanni Gasparro einen neuen Bilderzyklus in Auftrag. Dieser schmückte die Seitenschiffe mit 18 Gemälden, die die wichtigsten Heiligen der Tradition von L’Aquila darstellen, darunter Massimo d’Aveia und Vittorino di Amiterno. Derselbe Künstler hat auch die beiden Gemälde gemalt, die den Apsisbereich schmücken.
An der Wand des linken Seitenschiffs ist das hölzerne Kruzifix aus dem 15. Jahrhundert zu sehen, das sich zum Zeitpunkt des Erdbebens in der Basilika Santa Maria di Collemaggio befand; der Skulptur, die einer umfassenden Restaurierung unterzogen wurde, fehlen jetzt der linke Arm und ein Teil der Füße.
In der Hauptapsis kann man auch Fragmente zweier wertvoller Fresken der Giotto-Schule bewundern, die wahrscheinlich im 13. Jahrhundert gemalt wurden; diese Werke wurden bei Restaurierungsarbeiten im Jahr 2012 zufällig entdeckt.
Auf der rechten Seite des Querschiffs befinden sich eine Sakristei und drei Nebenräume; auf der linken Seite, an der Seite des Camponeschi-Mausoleums, führt eine Tür zur Treppe, die zum angrenzenden Oratorium San Giuseppe de’ Minimi führt.